# Oscar Abello
Oscar Abello (Torino, 25 settembre 1916 – Ain el-Gazala, 5 gennaio 1941) è stato un aviatore e ufficiale italiano, decorato di Medaglia d'oro al valor militare alla memoria durante il corso della seconda guerra mondiale.

## Biografia

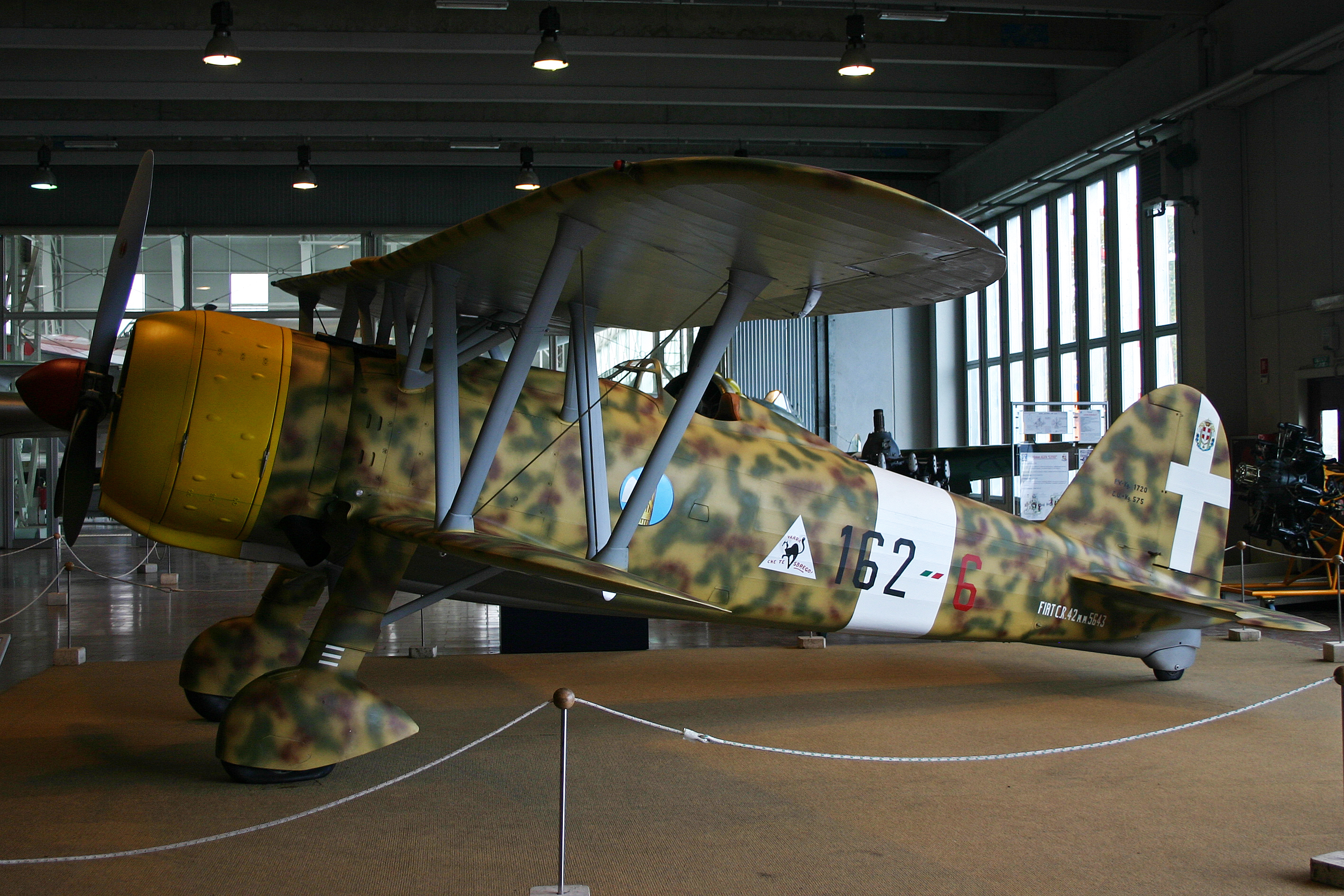
Caccia Fiat C.R.42 Falco conservato presso il Museo dell'Aeronautica di Vigna di Valle.

Nacque a Torino il 25 settembre 1916, e dopo aver frequentato le scuole elementari "Pacchiotti", si diplomò presso il Regio istituto tecnico "Sommeiller". Nel 1935 si iscrisse alla Facoltà di Scienze economiche dell'Università di Torino, ma l'anno successivo, attratto dal mondo dell'aviazione, si arruolò nella Regia Aeronautica. Conseguito il brevetto di pilota a 18 anni, fu assegnato alla Scuola di volo di Foggia nel settembre 1936, divenendo pilota militare nel gennaio 1937, con la conseguente nomina a sottotenente di complemento. In forza alla 75ª Squadriglia caccia, 23º Gruppo Caccia Terrestre, partì volontario per combattere in Spagna, assegnato alla specialità caccia dell'Aviazione Legionaria. Rientrato in Italia nell'agosto 1938 fu mandato a frequentare la Scuola di applicazione dell'aeronautica di Firenze, ed al termine del corso entrò in servizio permanente effettivo. All'atto dell'entrata in guerra dell'Italia, avvenuta il 10 giugno 1940, si trovava in servizio preso la 70ª Squadriglia caccia, 23º Gruppo, 3º Stormo Caccia Terrestre, di stanza sull'aeroporto di Torino-Mirafiori ed equipaggiata con i caccia Fiat C.R.42 Falco. Partecipò alle operazioni belliche contro la Francia, distinguendosi durante l'attacco ai campi d’aviazione di Cuers Pierrefeu e Hyères avvenuto il 15 giugno. Nel mese di luglio il 23º Gruppo, divenuto Autonomo in quello stesso mese, fu trasferito in Sicilia prendendo parte alla campagna contro l'isola di Malta. il 16 dicembre, insieme al suo reparto, fu trasferito in Africa Settentrionale Italiana venendo promosso tenente il 30 dello stesso mese.
Il 5 gennaio 1941 il suo aereo, insieme a quello del sergente Pardino Pardini, fu abbattuto in fase di atterraggio sopra il campo d'aviazione di Ain el-Gazala dall'Hawker Hurricane pilotato dal F.O. Ernest Mason, che pattugliava la zona insieme al velivolo del 2nd Lt. Robert Talbot. I 5 novembre 1941 gli fu conferita la laurea honoris causa presso l'Università di Torino, e l’8 agosto 1942 fu insisgnito della Medaglia d'oro al valor militare alla memoria.

### Annotazioni
1. ↑  La promozione arrivò in seguito all’abbattimento in cooperazione dell'Hurricane del Flight Lieutenant Peter Gardner Keeble, avvenuto su Malta.
2. ↑  I due C.R.42 furono rispettivamente il sesto e settimo abbattimento di Mason.

### Fonti
1. 1 2 3 4 5  Ufficio Storico Stato Maggiore dell'Aeronautica 1969, p. 119.
2. 1 2 3 4 5  Dunning 1988, p. 30.
3. ↑  Ufficio Storico Stato Maggiore dell'Aeronautica 1977, p. 24.
4. 1 2 3  Ufficio Storico Stato Maggiore dell'Aeronautica 1977, p. 25.
5. 1 2  Dunning 1988, p. 31.
6. ↑  Brotzu, Caso, Cosolo 1971, p. 59.
7. ↑  Bollettino Ufficiale 1942, disp.35, pag.1792 e disp.45, pag.2431.